# Prosaptia celebica
Prosaptia celebica är en stensöteväxtart som först beskrevs av Bl., och fick sitt nu gällande namn av Tag. och Iwatsuki. Prosaptia celebica ingår i släktet Prosaptia och familjen Polypodiaceae. Inga underarter finns listade.